# Shenzhou 14
Shenzhou 14 (chinês simplificado: 神舟十四号, pinyin: Shénzhōu shísì hào) foi um voo espacial chinês com lançamento marcado lançado no dia 5 de junho de 2022. Foi o nono voo tripulado chinês e o décimo quarto do programa Shenzhou. A nave levou três taikonautas do Corpo de Taikonautas do Exército de Libertação Popular no terceiro voo para o Tianhe, o primeiro módulo da Estação Espacial Tiangong.

## Tripulação
A tripulação foi anunciada no dia 4 de junho de 2022. É a primeira missão totalmente composta por membros do 2º Grupo de taikonautas.
| Posição      | Taikonauta |
| ------------ | ---------- |
| Comandante   | Chen Dong  |
| Taikonauta 1 | Liu Yang   |
| Taikonauta 2 | Cai Xuzhe  |

## Antecedentes
O foguete Longa Marcha foi levado para a plataforma de lançamento no dia 29 de maio de 2022. Posteriormente foi anunciado que as equipes da base encontraram um dispositivo de interferência semanas antes do lançamento, porém não foi anunciado se tratava-se de uma tentativa de sabotagem.
A Shenzhou 15 foi colocada em prontidão para a eventualidade de uma emergência na Tiangong durante a permanência da Shenzhou 14.

## Missão
A nave foi lançada de forma bem sucedida no dia 5 de junho de 2022 e acoplou no módulo Tianhe as 09:42 UTC, onde já se encontrava a Tianzhou 4.

### Expedição 3

6 tripulantes abordo da Tiangong pela primeira vez.

Após se acoplar, a escotilha foi aberta as 12:50 UTC. A tripulação acessou a Tianzhou 4 pela primeira vez no dia 6 de junho. A tripulação se encarregará de 24 experimentos médicos no decorrer da missão.
A tripulação entrou pela primeira vez no módulo Wentian no dia 25 de julho de 2022 e realizou a transposição do módulo para a sua posição final no dia 30 de setembro. O módulo Mengtian foi lançado e acoplou na estação no dia 31 de outubro de 2022. A transposição do Mengtian foi realizada e a tripulação entrou no novo módulo no dia 3 de novembro. A Shenzhou 15 chegou antes da desacoplagem da Shenzhou 14, no dia 29 de novembro de 2022, assim possibilitando que a estação ficasse continuamente habitada, seguindo os costumes estabelecidos pela Estação Espacial Internacional.
O retorno da Shenzhou 14 no dia 4 de dezembro de 2022 marcou o término da construção da Tiangong, 30 anos após o projeto ter sido aprovado pelo governo chinês.

### Galeria
| {{{caption}}}                        |
| Shenzhou sendo testada antes do voo. |

| {{{caption}}}                                             |
| Configuração da Tiangong quando da chegada da tripulação. |

| {{{caption}}}                                       |
| Configuração da Tiangong após a chegada do Wentian. |

| {{{caption}}}                                                |
| Configuração da Tiangong após o reposicionamento do Wentian. |

| {{{caption}}}                                        |
| Configuração da Tiangong após a chegada do Mengtian. |

| {{{caption}}}                   |
| Configuração final da Tiangong. |